# Aleja Kompozytorów Polskich w Lublinie
Aleja Kompozytorów Polskich w Lublinie – arteria komunikacyjna w Lublinie łącząca północną część dzielnicy Czechów i Osiedle Choiny z centrum miasta (dzielnicą Śródmieście). Ma długość 2 km i jest drogą dwupasmową o natężonym ruchu. Swój początek bierze od skrzyżowania z ul. Koncertową przy Lidlu i kościele św. Jadwigi Królowej (rondo Wojciecha Kilara), a kończy się na przecięciu z ul. Północną i al. Solidarności, gdzie przechodzi w ul. Lubomelską.
Nazwa alei bierze się od okolicznych osiedli o nazwach powiązanych z muzyką i jej twórcami. W bezpośrednim sąsiedztwie al. Kompozytorów Polskich znajdują się: os. Chopina, os. Karłowicza, os. Lipińskiego, os. Moniuszki, os. Wieniawskiego. Przy ulicy znajduje się dom towarowy „Orfeusz”, centrum medyczne oraz Kościół św. Jadwigi Królowej, siedziba dekanatu Lublin – Północ.